# Campionati europei di ginnastica artistica femminile 2014 - Corpo libero (Juniores)

## Qualificazione
|    | Ginnasta             | Nazione       | Punteggio |
| -- | -------------------- | ------------- | --------- |
| 1  | Andreea Iridon       | Romania       | 13,966    |
| 2  | Laura Jurcă          | Romania       | 13,933    |
| 3  | Seda Tutchaljan      | Russia        | 13,900    |
| 4  | Catherine Lyons      | Gran Bretagna | 13,800    |
| 5  | Amy Tinkler          | Gran Bretagna | 13,733    |
| 6  | Axelle Klinkaert     | Belgio        | 13,633    |
| 7  | Chiara Imeraj        | Italia        | 13,600    |
| 8  | Anastasija Dmitrieva | Russia        | 13,566    |
| R1 | Pilar Rubagotti      | Italia        | 13,533    |
| R2 | Isa Maassen          | Paesi Bassi   | 13,500    |
| R3 | Nina Derwael         | Belgio        | 13,433    |